# Guyart des Moulins

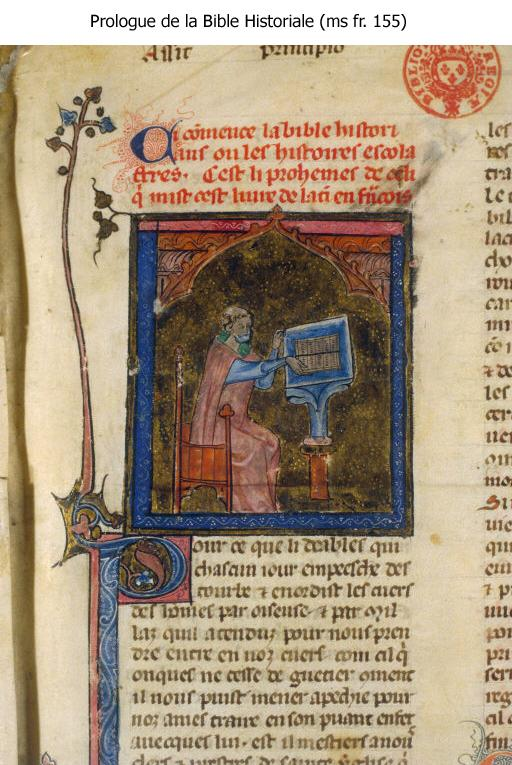
Folio 1 du Ms Ars. 5057: Guyart des Moulins al trabajo. Reconocemos el texto francés del prólogo que se encuentra en la miniatura del Manuscrito Ars 5057 : "pour ce que le Deable qui chascun jour detourbe et en ordut les coeurs des hommes par oyseuse et par mille lacs qu'il a tendus...". BH Ms Fr 155 folio 14 ".

Guyart des Moulins (1251-1322) es el autor de la primera Biblia en prosa redactada en francés y traducida del latín de la Vulgata: la Biblia Historial. Su nombre se escribe según Paulin Paris en "Les Catalogues de la bibliothèque du Roi" Guyart Desmoulins o Guyart-des-Moulins. Se encuentra también a veces transcrito a la manera inglesa "Guiard Desmoulins", o más sorprendente "Guiart Desmoulins", a veces "Guiard des Moulins" o bien "Guiart des Moulins". Pero todas estas ortografías designan al mismo autor de la Biblia Historial.

## La Biblia en prosa francesa en la Edad Media
Para una edición crítica del libro de la Génesis y un análisis de las fuentes de la obra, ver también Xavier-Laurent Salvador, Vérité & écriture (s)¸ Paris, Champion, 2005.
Antes de la edición de la BH, se conocía una Biblia en francés destinada a los estudiantes de la Universidad, la Biblia así llamada "del siglo trece". Se trata de un texto del que ya no poseemos más que el libro de la Génesis conservado en unos pocos manuscritos e insertados como introducción de Biblias Historiales con las que los lectores parecían confundirla. 
La Biblia Historial se presenta como una Biblia glosada, es decir una biblia donde figuran las traducciones de los párrafos de la Vulgate con caracteres nobles e intercalados entre cada capítulos, una serie de comentarios. Así con bellas letras figuran las traducciones de la Vulgate, inmediatamente seguidas por la misma traducción del mismo trozo sacado de Comestor.
Unos títulos de capítulos, extraídos de Comestor, están insertados en rojo en la página. Su texto es, ante todo, una traducción original de la Vulgate acompañada por la traducción de las Historias de la Biblia.
Así como la traducción de la Vulgate en la Biblia de 1250 era acompañada por la Glossa Ordinaria.

## Biografía
- Con este autor, Francia tuvo un historiador erudito extraordinario. La fecha de nacimiento de Guyart-des-Moulins está mencionada en el prólogo de su Biblia historial, 1251. Canónigo de Saint Pierre d'Aire sur la Lys en 1291, acaba con su obra en 1294. Su labor no es una simple traducción del texto de Comestor sino que en muchos trozos cambió "la economía del trabajo" como lo dice el mismo en su prefacio. La Biblia Historial de la que es el único autor no es solo una traducción del texto del Maestro de las Historias sino también una yuxtaposición interpolada del texto traducido de la Vulgate. Así que se trata verdaderamente de una Biblia comentada en lengua vulgar propuesta a los laicos que redacta el mismo autor.

El testimonio de Paulin Paris familiar a esta Biblia a causa de la posición social que ocupaba es muy importante: "Fue para toda la gente del mundo que nuestro Guyart tradujo la Biblia en francés, más de un siglo después de la muerte de Petrus Comestor".
- El éxito de la Biblia Historial nunca se desmintió, parece que fue su trabajo que inspiró la edición de Jean de Rély. En su obra "La Chasse aux antiquaires mal avisés", el discípulo de J. J. Rive nos recuerda que:

" P. F. Orsini, elevado a la sede apostólica de Saint Pierre d'Aire, bajo el nombre de Benito XIII, que había concebido en el orden de San Domenico donde había hecho profesión, una tan alta veneración para esta historia, había ordenado, bajo su pontificado, a partir del año 1724, al cardenál Quirini, que publicase una nueva edición y a todos los eclesiásticos de su orden de poseerla".
La Historia de esta Biblia constituye así la vertiente oficial de la Historia de la Biblia traducida en francés. Una edición se está preparando actualmente.